# 제곱-세제곱 법칙
제곱-세제곱 법칙은 생명체와 물체의 부피와 표면적 사이의 관계에 대한 법칙이다. 표면적은 길이나 너비의 제곱에, 부피는 세제곱에 비례하여, 큰 물체일 수록 더 큰 압력을 지탱해야 하지만, 열이 천천히 빠져나간다.

## 같이 보기
- 베르그만의 법칙